# 사카모토 유지
사카모토 유지(坂元 裕二, 1967년 5월 12일 ~ )는 일본의 각본가이다. 오사카부 출신이며, 부인은 배우 모리구치 요코이다. 나라이쿠에이 고등학교를 졸업했으며 1987년, 19살에 〈제1회 후지 TV 영 시나리오 대상〉에서 대상을 수상하며 데뷔했다. 2008년에는 《우리들의 교과서》로 제26회 무코다 구니코상을 수상했으며, 2010년엔 《마더》로 제65회 더텔레비전 드라마 아카데미상에서 각본상을 수상했다. 2011년엔 《그래도, 살아간다》로 제70회 더텔레비전 드라마 아카데미상 각본상 및 예술선장신인상 방송 부문을 수상했다.

## 작품 목록

### 드라마
- 1987년 《걸 롱 스커트: 미움받아도 괜찮으니까》 (후지 TV) - 후지 TV 영 시나리오 대상 수상작
- 1989년 《동·급·생》 (후지 TV) - 원작: 사이몬 후미
- 1991년 《도쿄러브스토리》 (후지 TV) - 원작: 사이몬 후미
- 1992년 《스무살의 약속》 (후지 TV)
- 1994년 《바다가 보고싶다고 네가 말해》 (후지 TV)
- 1996년 《날개를 주세요!》 (후지 TV)
- 2002년 《연애편차치 제3장》 〈그녀가 싫어하는 그녀〉 (후지 TV) - 원작: 유이카와 게이
- 2003년 《당신 곁에 누군가 있다》 (후지 TV)
- 2004년 《사랑스런 그대에게》 (후지 TV) - 원작: 사다 마사시
- 2004년 《라스트 크리스마스》 (후지 TV)
- 2006년 《서유기》 (후지 TV)
- 2006년 《톱캐스터》 (후지 TV)
- 2007년 《우리들의 교과서》 (후지 TV)
- 2008년 《엽기적인 그녀》 (TBS)
- 2008년 《태양과 바다의 교실》 (후지 TV)
- 2010년 《체이스: 국세조사관》 (NHK)
- 2010년 《마더》 (닛폰 TV)
- 2010년 《기묘한 이야기 20주년 스페셜·가을: 인기작가경연편》 제3화 〈책갈피의 사랑〉 (후지 TV) - 원작: 슈카와 미나토
- 2011년 《안녕 우리들의 유치원》 (닛폰 TV)
- 2011년 《그래도, 살아간다》 (후지 TV)
- 2013년 《최고의 이혼》 (후지 TV)
- 2013년 《Woman》 (닛폰 TV)
- 2014년 《모자이크 재팬》 (WOWOW)
- 2015년 《문제 있는 레스토랑》 (후지 TV)
- 2016년 《언젠가 이 사랑을 떠올리면 분명 울어버릴 것 같아》 (후지 TV)
- 2017년 《과르텟》 (TBS)
- 2018년 《아노네》 (닛폰 TV)
- 2021년 《오마메다 토와코와 세 명의 전 남편》 (간사이 TV)

### 영화
- 1993년 영화 《도쿄 아이즈》 ... 각본
- 2004년 영화 《세상의 중심에서, 사랑을 외치다》 ... 공동 각본 - 원작: 가타야마 교이치 (유키사다 이사오, 이토 치히로와 공동각본)
- 2006년 영화 《김미 헤븐》 ... 각본
- 2007년 영화 《서유기 - 극장판》 ... 각본
- 2020년 영화 《꽃다발 같은 사랑을 했다》 ... 각본
- 2023년 영화 《괴물》 ... 각본
- 2025년 영화 《첫 번째 키스》 ... 각본

## 가사를 제공한 가수
- TM 네트워크
- 고무로 데쓰야
- 오다 유지
- 마쓰 다카코
- 르커플
- 호시노 마리
- 다카스기 사토미